# Elena Aranoa
Elena Aranoa Mauffret, más conocida como Elena Aranoa, (Zarauz, 1964) es una cantante, pianista y compositora española. En 2022, recibió el premio a la Creación Artística por su obra musical Invisibles. Música para poetas olvidadas.

## Biografía
Nació en Zarauz en la provincia de Guipúzcoa. Su madre estudió piano y fue la promotora de que ella se cultivara en dicha rama artística. Desde niña escuchó música en su casa de diversos estilos y culturas, como chanson francesa, copla, boleros mexicanos, tango y milonga. Posee un conocimiento musical donde se mezclan la música clásica, el zorcico y los cantos de País Vasco, con la nova cançó, la nueva trova cubana, la bossa nova, el rock o la canción de autor, el jazz y el son cubano.
Aranoa estudió en Zarauz piano y lenguaje musical y tuvo como maestra a María Bárbara Araguren. Continuó su formación de piano, armonía y composición musical en el Conservatorio Superior de Música, en San Sebastián, donde recibió la formación del músico Francisco Escudero García de Goizueta. Culminó su carrera de piano en el conservatorio de Logroño. Más adelante inició su carrera como cantante en el grupo Tobera en San Sebastián. Asimismo, formó parte de otras agrupaciones musicales como Elisa y Elena, con el que realizó su primer concierto en 1995, Inventario, Mirando al sur, Juglares del sitio y El Tenderete.
Desde 2014, ejerce como docente en la Universidad Popular de Logroño en diferentes actividades musicales de dicha institución.
En 2019, publicó el disco titulado Autoras, en el cual versiona canciones de compositoras como Violeta Parra, Edith Piaf, Silvia Pérez Cruz y Mayte Martín. Al año siguiente, en 2020, publicó el álbum Nanas para Federico, donde recoge canciones de cuna españolas de las que habló Federico García Lorca en 1928 en una conferencia para una residencia de estudiantes. Este mismo álbum fue producto de una investigación realizada para la obra de teatro "Las nanas según Federico", obra donde Aranoa puso voz, junto con otro actor, a las canciones de cuna. Colaboró junto a Jorge Garrido en el proyecto musical Cuerdas y Teclas. Aranoa ha trabajado en la parte musical de diferentes obras de teatro entre las que se encuentran Globe Story junto a Gemma Viguera, Te regalo el Sol, Lorca en la cocina, El sitio de Logroño, entre otras.

### Trabajos con la infancia
En 2000, a raíz de su maternidad, Aranoa decidió hacer canciones infantiles. Publicó dos discos con la agrupación El Tenderete, donde se recogen canciones y poemas. Otros trabajos para el público infantil han ido de la mano de la compañía manchega Ultramarinos de Lucas, para quien compuso las canciones “Peces”, “Nada”, “A mi lado” y realizó la dirección musical del espectáculo "Soy un niño”.

### Trabajo en el feminismo
Aranoa ha promovido la visibilización de la poesía, la música y la tradición junto a la reivindicación de la igualdad de género en gran parte de su trayectoria musical y artística. En 2023, publicó el álbum musical Tú me quieres blanca, con texto de poesías de once autoras poco reconocidas en su tiempo, muchas nacidas a finales del siglo XIX y que formaron parte de la Generación del 27, y de otras posteriores, como Josefina Romo Arregui, Cristina de Arteaga o Pilar de Valderrama, y también poetas iberoamericanas como Alfonsina Storni, Gabriela Mistral y Alejandra Pizarnik. En marzo de 2022, formó parte del ciclo de música En femenino, donde se pretendía romper con estereotipos de género y la visibilización de la música compuesta por mujeres.

## Reconocimientos
En 2022, Aranoa recibió el premio del Ayuntamiento de Logroño a la Creación Artística por su obra musical Invisibles. Música para poetas olvidadas. Ese mismo año, participó como asesora de canto para la obra de teatro ¿Cuándo viene Samuel?, galardonada con el premio al mejor espectáculo 2022 en la Feria Europea de artes escénicas para niños y niñas (FETEN).